# SuiteCRM
SuiteCRM – oprogramowanie do zarządzania relacjami z klientami w przedsiębiorstwie (CRM). System jest pisany w otwartym kodzie, w języku programowania PHP.
SuiteCRM to oprogramowanie stworzone jako kontynuacja SugarCRM Community Edition. Ponieważ w znacznym stopniu został zainspirowany rozwiązaniami wykorzystywanymi w zawieszonej wersji innego systemu, nie jest produktem oryginalnym, ale tzw. forkiem.

## Historia
Twórcą systemu jest firma SalesAgility. Pierwsza wersja aplikacji o numerze 7.0 została wydana 23 października 2013. Ostatnia stabilna wersja SuiteCRM to 7.11.15 przedstawiona 10 czerwca 2020. Od momentu wydania pierwszej edycji, system został pobrany ponad 500.000 razy.

## Licencja
SuiteCRM jest oferowany na licencji wolnego oprogramowania AGPL. Zgodnie z obietnicą twórców systemu, SuiteCRM ma na zawsze pozostać oprogramowaniem wolnym od opłat licencyjnych. SalesAgility deklaruje, iż każda linijka kodu tworzącego aplikację będzie bez wyjątku otwarta.

## Nagrody
SuiteCRM jest laureatem nagród BOSSIE Award 2015 oraz BOSSIE Award 2016. W obu edycjach plebiscytu został ogłoszony najlepszym systemem Open Source CRM na świecie.

## Moduły
System SuiteCRM składa się z następujących modułów:

- Kontrahenci;
- Kontakty;
- Szanse;
- Namiary;
- Oferty;
- Kalendarz;
- Dokumenty;
- Poczta E-mail;
- Spots;
- Kampanie;
- Rozmowy telefoniczne;
- Spotkania;
- Zadania;
- Notatki;
- Faktury;
- Umowy;
- Zgłoszenia;
- Odbiorcy;
- Grupy Odbiorców;
- Projekty;
- Szablony projektów;
- Wydarzenia;
- Lokalizacje;
- Produkty;
- Kategorie produktów;
- Szablony PDF;
- Mapy;
- Znaczniki map;
- Obszary map;
- Raporty;
- Workflow;
- Baza wiedzy;
- Harmonogram raportów;
- Pamięć podręczna adresów map;
- Kategorie bazy wiedzy.